# Микшино (Андреапольский район)
Микшино — деревня в Андреапольском районе Тверской области. Входит в Волокское сельское поселение.

## География
Расположена примерно в 7 верстах к северо-западу от деревни Волок.

## История
В конце XIX - начале XX века на деревня входила в Холмский уезд Псковской губернии..